# 指长比

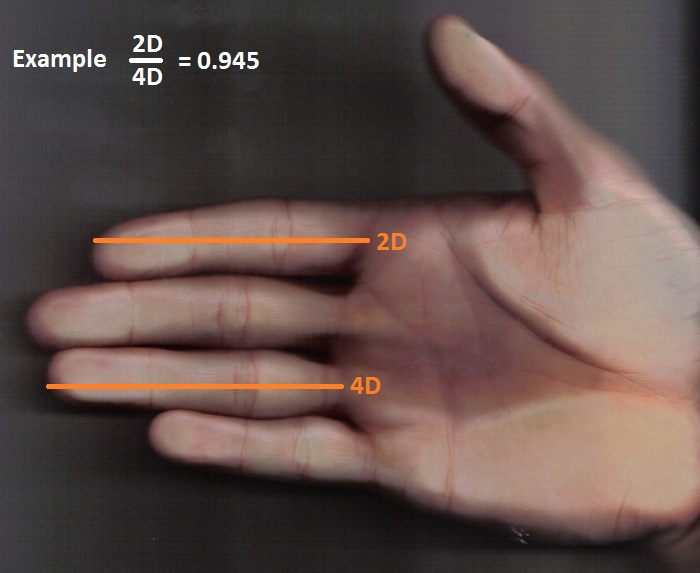
无名指长于食指, 表明在胎儿期在子宫中暴露于高的睾酮环境。

指長比（英語：Digit ratio）為手指底部摺痕到手指前端中點(如圖)不同手指長度的比例。一些科學家認為食指和無名指的指長比(2D:4D)受胎兒暴露在子宫的雄激素和雌激素不同程度结果所致，因而2D:4D被視為產前雄激素暴露量的天然測量指標，低2D:4D比率表示胎兒在子宮內暴露在較高濃度的雄激素環境。較長的食指將導致指長比大於1，而較長的無名指將導致小於1的比率。

## 种族差异
根据研究中国人和黑人的食指无名指指长比低于其他人种。